# Manny Ramírez
Artikeln följer den spanska namnseden; faderns efternamn är Ramírez och moderns efternamn Onelcida.
Manuel Arístides "Manny" Ramírez Onelcida, född den 30 maj 1972 i Santo Domingo, är en dominikansk-amerikansk före detta professionell basebollspelare som spelade 19 säsonger i Major League Baseball (MLB) 1993–2011. Ramírez var outfielder och designated hitter.
Ramírez var alltid känd för sin skicklighet och styrka som slagman. Han är en av bara 27 spelare i MLB:s historia som lyckats slå minst 500 homeruns under grundserien. Hans 21 grand slam homeruns är tredje bäst i MLB:s historia. Han innehar MLB-rekordet för flest homeruns i slutspelet med 29. Han blev uttagen till MLB:s all star-match tolv gånger, varav elva år i rad 1998–2008. Han vann World Series två gånger, 2004 och 2007. Han var 2004 den högst betalda spelaren i American League och 2009 den högst betalda spelaren i National League.
Ramírez stängdes 2009 av 50 matcher eftersom han använt dopningsmedel. Efter att 2011 än en gång testat positivt och hotats med 100 matchers avstängning tillkännagav Ramírez i april att han omedelbart slutade. I september 2011 framkom det att Ramírez ville börja spela igen och att han var villig att avtjäna sin avstängning och även att spela på andra håll i världen om ingen MLB-klubb ville ha honom. I december 2011 blev det officiellt att Ramírez ville spela i MLB igen och MLB kom överens med spelarfacket om att hans avstängning skulle halveras till 50 matcher.
I februari 2012 skrev Ramírez kontrakt med Oakland Athletics. Kontraktet gav honom en chans att ta en plats i laget, men först sedan han avtjänat avstängningen om 50 matcher. I juni 2012 meddelade Athletics att man brutit kontraktet på Ramírez egen begäran. Ramírez, som dittills bara fått spela i Athletics farmarklubbssystem, var missnöjd med att han inte kunde få någon försäkran från Athletics att klubben tänkte ta upp honom till moderklubben inom en nära framtid.
Vintern 2012/13 spelade Ramírez i Dominikanska republiken för första gången på 18 år i ett försök att få någon MLB-klubb intresserad av hans tjänster. Då detta inte lyckades kom han i stället överens med EDA Rhinos i den taiwanesiska ligan Chinese Professional Baseball League (CPBL). Efter bara 49 matcher med Rhinos avslutade Ramírez kontraktet och hoppades att någon klubb i MLB eller Japan skulle höra av sig.
Ramírez fick sin önskan uppfylld när Texas Rangers skrev ett minor league-kontrakt med honom i början av juli 2013 och skickade honom till sin högsta farmarklubb. I mitten av augusti avslutades kontraktet utan att Ramírez fått chansen i moderklubben och han blev då free agent.
I maj 2014 skrev Ramírez på ett minor league-kontrakt med Chicago Cubs för att främst arbeta som mentor åt klubbens unga talanger i den högsta farmarklubben Iowa Cubs. Han skulle även få litet speltid, men det var inte Cubs avsikt att han skulle kunna få chansen att bli uppflyttad till moderklubben. Inför 2015 års säsong utökades Ramírez uppdrag åt Cubs när han anlitades som hitting consultant. I jobbet ingick att tillbringa större delen av försäsongsträningen med Cubs och att vara på hemmaarenan Wrigley Field åtminstone en gång per månad under grundserien.
Inför 2017 års säsong skrev Ramírez på för Kochi Fighting Dogs i den japanska ligan Shikoku Island League Plus. I augusti åkte han tillbaka till USA för att få behandling för en knäskada.